# 16463 Nayoro
16463 Nayoro è un asteroide della fascia principale. Scoperto nel 1990, presenta un'orbita caratterizzata da un semiasse maggiore pari a 2,5419350 UA e da un'eccentricità di 0,3007853, inclinata di 7,39849° rispetto all'eclittica.